# Burgstall Bittelschieß
Die Burg Bittelschieß ist eine abgegangene mittelalterliche Höhenburg etwa einen Kilometer nordöstlich des Dorfes Bittelschieß in der Gemeinde Krauchenwies im Landkreis Sigmaringen in Baden-Württemberg, Deutschland.
Dem Namen Bittelschieß liegen zwei Deutungen zugrunde. Bittel = Büttel war ursprünglich die Bezeichnung für den jüngsten Richter des aus zwölf Richtern bestehenden Obergerichts. Bittel = Beutel war ein Männername, althochdeutsch Putilo genannt. Schieß bedeutet als Flurname spitzer Winkel, Ecke oder Giebel – eine Kennzeichnung, die für die Landschaft mit dem Bergvorsprung um Bittelschieß überzeugend passt.

## Lage
Der Burgstall befand sich im Gewann Burgstall, das sich in den so genannten Vorderen und Hinteren Burgstall teilt, einer Anhöhe neben der heutigen Landesstraße 456 von Krauchenwies nach Pfullendorf. Die Burg lag oberhalb der heutigen Knaus-Mühle, die ein mittelalterliches Vorwerk hatte und unweit eines keltischen Ringwalles in der Nordostecke des Gewanns Burgstall an der Ortsverbindungsstraße nach Ablach liegt. Das Gewann Burgstall erhebt sich zwischen 600 und 660 Meter über Normalnull linksseitig und oberhalb des Zusammenflusses von Kehlbach und Andelsbach. Die Anhöhe ist eine Kiesablagerung des mittleren Rheingletschergebietes der letzten Eiszeit. Rechtsseitig des Andelsbaches befand sich in der Südwestecke des Gewanns Schloßbühl eine weitere Burgstelle, in älteren Karten als Ringwall eingetragen.

## Anlage
Beim Burgstall Bittelschieß handelte es sich um eine vorgeschichtliche Erdbefestigung. In neuerer Zeit wurde der Burgstall landwirtschaftlich genutzt. Noch vor wenigen Jahren konnten Spuren der einstigen Burganlage ermittelt werden. Jedoch wurde die Anhöhe durch den Kiesabbau fast gänzlich abgetragen. So hatte 1997 die Anhöhe noch eine Restbreite von 250 Metern und 2002 von nur noch 150 Metern, war da aber bereits von der Südseite vollkommen abgetragen. Der Straßenname Burgstraße erinnert an die ehemalige Burganlage.

## Geschichte
Bei der Ausgrabung von hallstattzeitlichen Grabhügeln im Spitalhau wurden eine Fibel, vier Gewandnadeln, Hohlringe, Ohrringe, Gürtelringfragmente, Ringe verschiedener Art, ein Eisendolch mit Bronzegriff und Scherben von Tongefäßen gefunden.
Bei der Burgstelle Bittelschieß wurden beckenförmige Ofenkacheln gefunden, die in das 13. Jahrhundert gehören. Sie lassen eine ehemalige schlichte Burganlage vermuten.
Die Siedlung Bittelschieß und die Herren von Bittelschieß wurden 1083 erstmals urkundlich erwähnt. Die Burgherren waren sehr am mittelalterlichen politischen Leben beteiligt. Sie wurden als Zeugen für Klosterstiftungen ersucht und erhielten Urkunden für besondere Dienste, so zum Beispiel Bertholdeus de Bittelschieß anno 1083 bei der Stiftung Sankt Georgen im Schwarzwald. Die Chronik sagt, dass sehr wahrscheinlich die Stammburg auf dem Bergvorsprung, etwa eine Viertelstunde nördlich vom jetzigen Dorfe, lag, der Mühle an der Landstraße gegenüber. Berthold von Bittelschieß wird 1212 in der Stiftungsurkunde des Klosters Wald genannt. Ritter Hugo von Bittelschieß erhielt 1245 eine Urkunde vom „Constanzer“ Bischof, weil dieser ihm Bittelschieß schenkte und als Erblehen zurückerhielt.
Die mittelalterliche Burganlage wird 1245 das erste Mal als Sitz der Herren von Bittelschieß genannt. Im selben Jahr werden die Herren von Bittelschieß im Zusammenhang mit dem Verkauf der Besitzung Deutwang an Heinrich von Tanne, dem Bischof von Konstanz, genannt. Der Stammsitz der Herren von Bittelschieß wurde vermutlich bereits im 12. Jahrhundert mit der Errichtung der neuen Burg Bittelschieß vom heutigen Dorf Bittelschieß nach Bingen-Hornstein verlagert. Die Zimmerische Chronik nennt bereits um 1250 die Burg Bittelschieß als „Burgstall“.
Als letzter Herr in Bittelschieß wird Lichtschlag Ulrich von Bittelschieß, der 1466 zum letzten Mal aufgetreten ist, genannt. Nach dem Aussterben des Geschlechts wurde der Besitz immer wieder verkauft und geteilt. Der Ort wechselte mindestens neunmal den Besitzer. In den ersten Aufzeichnung kaufte der Herr von Bodman 1429 den Ort für 495 rheinische Gulden. Dieser Preis steigerte sich von Verkauf zu Verkauf, bis Fürstin Johanna zu Hohenzollern den Besitz 1786 für 59.000 florentinische Gulden kaufte. Das Dorf wurde nun nicht mehr verkauft und ging nach Johannas Tod in den Besitz von Fürst Anton Alois von Hohenzollern über.
Im Jahr 1851 wird in der „Zeitschrift für die Geschichte des Oberrheins“ berichtet, dass noch Trümmer des Stammsitzes der Freiherren von Bittelschieß gesehen werden.

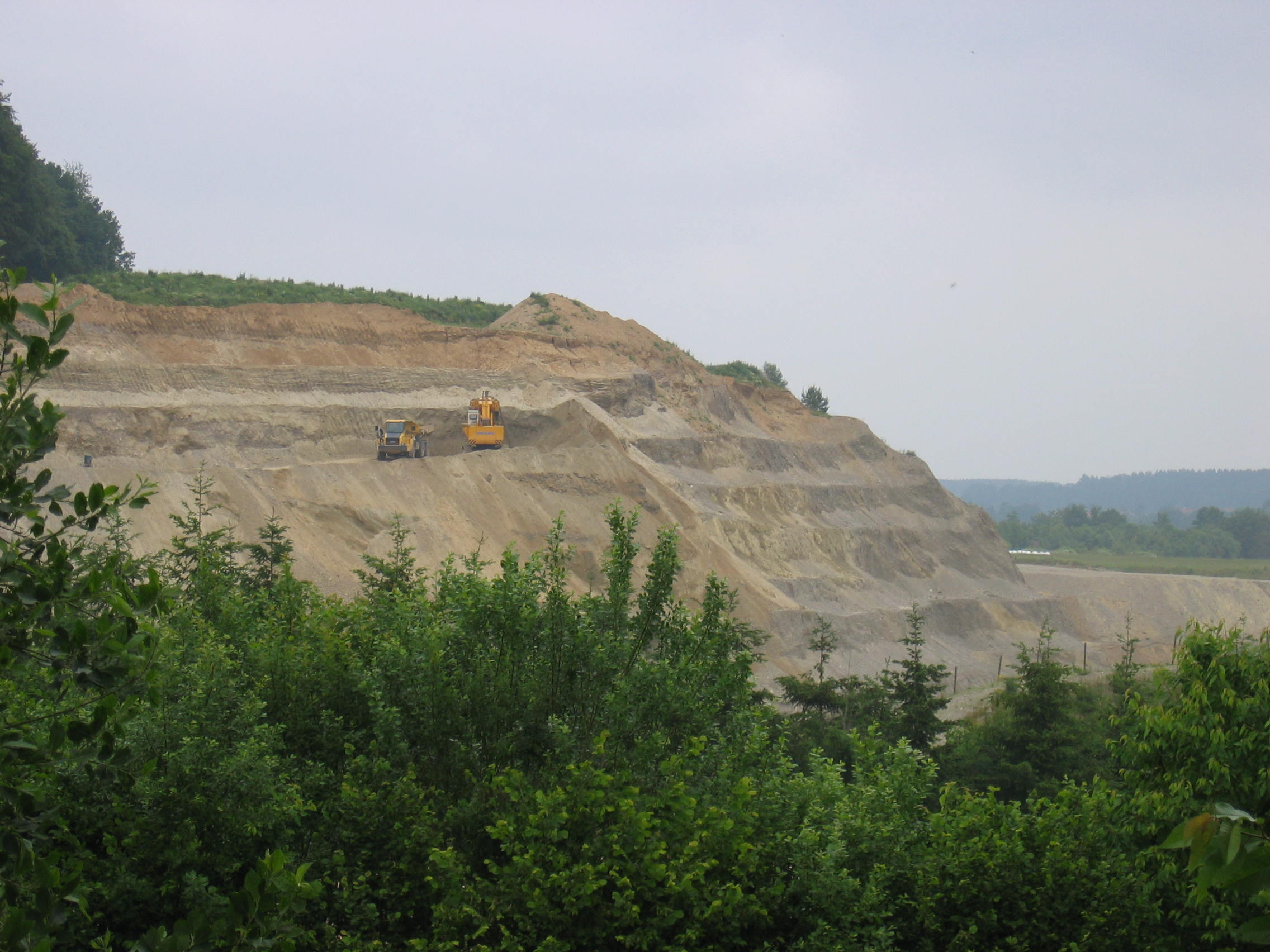
Kiesabbau bei Bittelschieß

Am 18. Juni 1966 wird über den Abbruch des Burgberges von Bittelschieß mit einer Fotografie, gemacht von Leonie Frick, berichtet: Nach der Burg verschwindet jetzt der Berg, auf dem sie stand, ein nicht alltägliches Ereignis, das gegenwärtig in Bittelschieß stattfindet. Der „Steinklotz“ […] ist in Wirklichkeit eine kompakte Masse von Sand und Kies, die jetzt abgebaut wird; vor kurzem war es noch der bewaldete Berg, auf dem einst, gerade über der Straße Pfullendorf-Krauchenwies, die Burg der Herren von Bittelschieß stand. Sie ist jetzt mit dem Abbau der Bodenschätze ganz verschwunden, der Berg selber folgt. Im Jahr 1083 sind die Edlen von Bittelschieß erstmals belegt, sie existierten bis zum 13. Jahrhundert. Die Burg ist offenbar schon sehr früh im Mittelalter wieder verschwunden. Vor einigen Wochen kamen ein paar Ofenkacheln aus dieser Burg, vermutlich hochmittelalterlichen Ursprungs, beim Kiesabbau zutage.

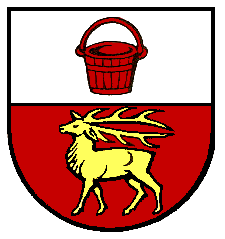
Ortswappen von Bittelschieß

Das Ortswappen von Bittelschieß, ein geteiltes Schild oben in Silber eine rote Bütte, unten in Rot ein stehender goldener Hirsch, erinnert an die einstigen Herren von Bittelschieß. Die Bütte wurde dem Siegel eines Herrn von Bittelschieß aus dem Jahre 1367 entnommen und soll die Erinnerung an den ehemaligen Ortsadel festhalten. Der goldene Hirsch in rotem Feld deutet auf die einstige Zugehörigkeit des Ortes zur Grafschaft Sigmaringen. Bittelschieß war jahrhundertelang im Besitz von verschiedenen Familien des Niederadels, bis es 1786 an das Fürstentum Hohenzollern-Sigmaringen gelangte.
Der Narrenverein Burgstallgoischter Bittelschieß e. V. nimmt seit 1999 Bezug auf die ehemalige Burg bei Bittelschieß, so wurde die gutmütige Fastnachtsfigur „Burgstallgoischt“ in Anlehnung an die Herren von Bittelschieß geschaffen.